# Stamp on the Ground
"Stamp on the Ground" – szósty singel niemieckiej grupy muzycznej Italobrothers wydany w 2009 roku przez Zooland Records i All Around The World.

## Lista utworów
- MP3 download (25 września 2009)[1]

1. "Stamp on the Ground" (Radio Edit) – 3:16
2. "Stamp on the Ground" (Caramba Traxx Radio Edit) – 3:45
3. "Stamp on the Ground" (Megastylez Radio Edit) – 3:35
4. "Stamp on the Ground" (Max Farenthide Radio Edit) – 3:41
5. "Stamp on the Ground" (Extended Mix) – 5:05
6. "Stamp on the Ground" (Caramba Traxx Remix) – 5:56
7. "Stamp on the Ground" (Megastylez Remix) – 5:09
8. "Stamp on the Ground" (Max Farenthide Remix) – 6:22

- CD singel, singel promocyjny (2009)[2]

1. "Stamp on the Ground" (Radio Edit) – 3:19
2. "Stamp on the Ground" (Extended Mix) – 5:07
3. "Stamp on the Ground" (Friday Night Posse Remix) – 5:57
4. "Stamp on the Ground" (Caramba Traxx Remix) – 5:59
5. "Stamp on the Ground" (Megastylez Remix) – 5:10

## Notowania na Listach przebojów
| Kraj     | Lista (2009/2010)  | Najwyższa pozycja |
| -------- | ------------------ | ----------------- |
| Norwegia | Top 20 Singles     | 11                |
| Dania    | Tracklisten Top 40 | 14                |
| Szwecja  | Top 60 Singles     | 53                |